# Новацкий, Хенрик Юзеф
Хенрик Юзеф Новацкий (пол. Henryk Józef Nowacki; 11 августа 1946, Гунценхаузен, Американская зона оккупации Германии) — польский прелат и ватиканский дипломат. Титулярный архиепископ Блера с 8 февраля 2001. Апостольский нунций в Словакии с 8 февраля 2001 по 28 ноября 2007. Апостольский нунций в Никарагуа с 28 ноября 2007 по 28 июня 2012. Апостольский нунций в Исландии и Швеции с 28 июня 2012 по 6 апреля 2017. Апостольский нунций в Дании, Норвегии и Финляндии с 6 октября 2012 по 6 апреля 2017.

## Биография
8 февраля 2001 года папой Иоанном Павлом II был назначен титулярным архиепископом Блера и апостольским нунцием в Словакии. 19 марта того же года лично папой Иоанном Павлом II возведён в епископское достоинство в присутствии кардинал-префекта Конгрегации по делам епископов Джованни Баттиста Ре и Государственного секретаря Святого Престола Анджело Содано.
С 28 ноября 2007 по 28 июня 2012 года находился в должности апостольского нунция в Никарагуа.
С 28 июня 2012 по 6 апреля 2017 года был апостольском нунцием в Исландии и и Швеции, с 6 октября 2012 по 6 апреля 2017 года совмещал также должности апостольского нунция в Дании, в Норвегии и в Финляндии.
В феврале 2017 года вышел в отставку.

## Награды
- 2007 — Орден Двойного белого креста 2 класса.